# Staříč
Staříč (en allemand : Staritsch) est une commune du district de Frýdek-Místek, dans la région de Moravie-Silésie, en République tchèque. Sa population s'élevait à 2 201 habitants en 2021.

## Géographie
Staříč se trouve à 7 km à l'ouest de Frýdek-Místek, à 16 km au sud d'Ostrava et à 279 km à l'est-sud-est de Prague.
La commune est limitée par Brušperk au nord-ouest, par Paskov au nord, par Žabeň et Sviadnov à l'est, par Frýdek-Místek au sud, et par Fryčovice à l'ouest.

## Histoire
La première mention écrite de la localité date de 1258.
Entre 1901 et 1902, l'ingénieur des mines français Gabriel Chanove effectua des forages exploratoires pour trouver de la houille. Dans la seconde moitié du XXe siècle, plusieurs puits (Staříč et Staříč II) ont été exploités à proximité du village.

## Galerie

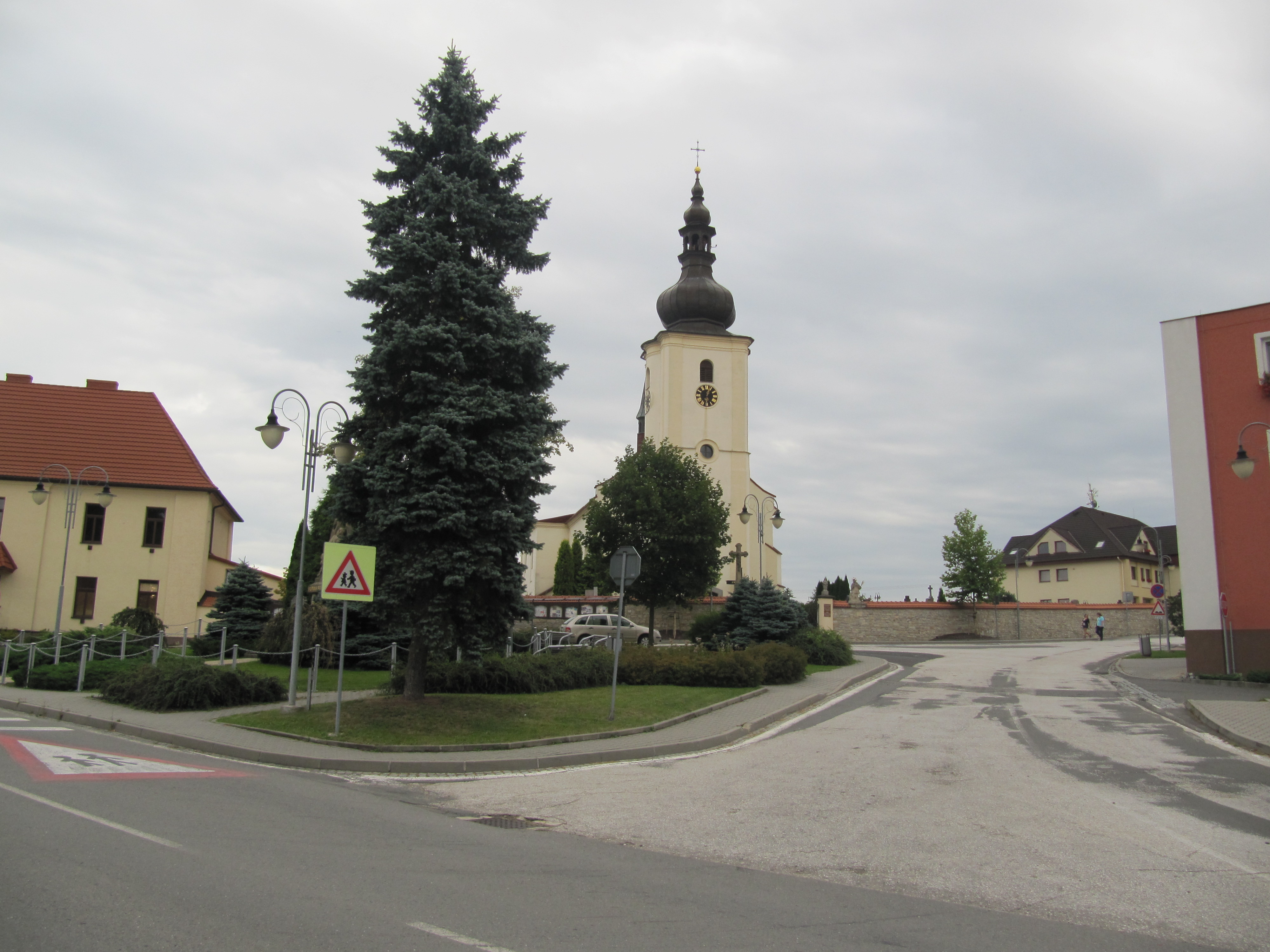
Centre de Staříč.
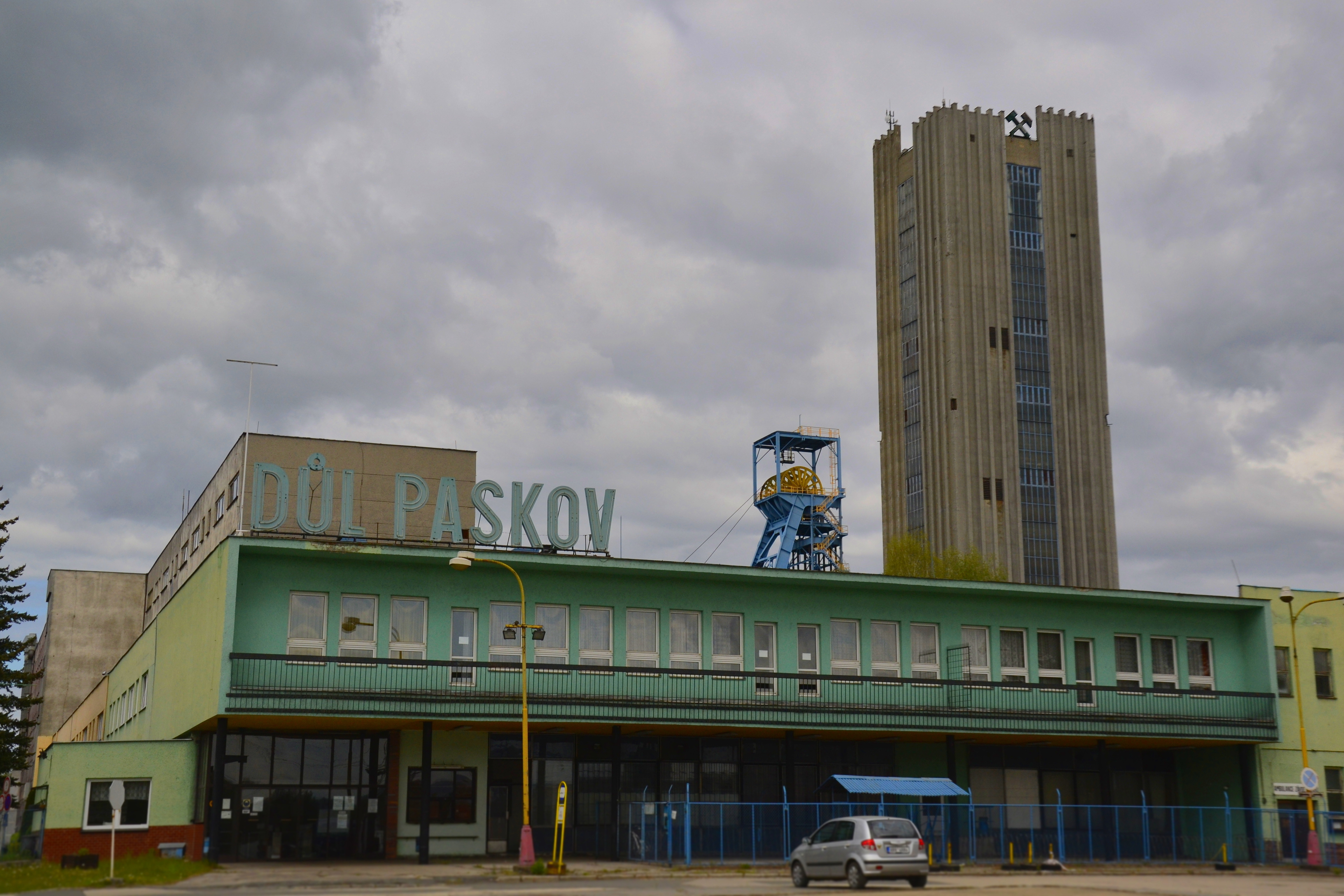
Siège de l'exploitation minière .

## Transports
Par la route, Staříč se trouve à 7 km de Frýdek-Místek, à 21 km d'Ostrava et à 349 km de Prague.